# Alexander Wienerberger
Alexander Wienerberger (Viena, 8 de desembre de 1891 - Salzburg, 5 de gener de 1955) va ser un enginyer químic austríac que va treballar durant 19 anys en empreses químiques de la URSS. Durant el seu treball en Khàrkiv, va crear una sèrie de fotografies de l'Holodomor en 1932-1933, que proporcionen evidència fotogràfica de la fam massiva del poble ucraïnès en aquest moment.

## Biografia
Alexander Wienerberger va néixer a Viena en una família de descendència mixta. Tot i que el seu pare era jueu i la seva mare txeca, el mateix Alexander es considerava austríac i ateu segons la seva filla.
De 1910 a 1914 va estudiar a la Facultat de Filosofia de la Universitat de Viena.
Durant la Primera Guerra Mundial, va ser mobilitzat l'exèrcit austrohongarès, va participar en batalles contra l'exèrcit rus i va ser capturat en 1915.
El 1917 se li va permetre traslladar-se a Moscou, on va fundar un laboratori químic amb amics. En la tardor de 1919 va intentar fugir a Àustria amb documents falsificats de la Rússia soviètica a través d'Estònia, però en Pskov va ser arrestat per Txekà i sentenciat per espionatge. Va passar una part important de la dècada de 1920 a la presó de Lubyanka a Moscou. Durant la seva estada a la presó, les seves habilitats com a químic van ser apreciades pel govern soviètic, que va emprar a presoners estrangers en la producció. Wienerberger va ser nomenat enginyer per a la producció de pintures i vernissos i va treballar més tard en fàbriques per a la producció d'explosius.
El 1927 va fracassar el seu matrimoni amb Josefine Rönimois. La exdona va romandre a Estònia juntament amb la seva filla Annemarie i el seu fill Alexander (més tard Annemarie es va mudar a Àustria).
El 1928, Wienerberger va visitar als seus familiars a Viena per primera vegada després del seu empresonament, i es va casar amb Lilly Zimmermann, filla d'un fabricant de Schwechat. Al seu retorn a Moscou, es van aixecar les restriccions, el que va permetre a la seva esposa mudar-se a la Unió Soviètica. El 1931, la seva dona se li va permetre tornar a Viena per un curt temps, on va donar a llum la seva filla Margot.
A principis de la dècada de 1930, la família Wienerberger vivia a Moscou, on Alexander treballava en una planta química. En 1932 va ser transferit a Lyubutxàny (Óblast de Moscou) com a director tècnic d'una fàbrica de plàstic, i el 1933 va ser transferit a Khàrkiv en el mateix lloc.

### Evidència fotogràfica de la fam a 1932-1933

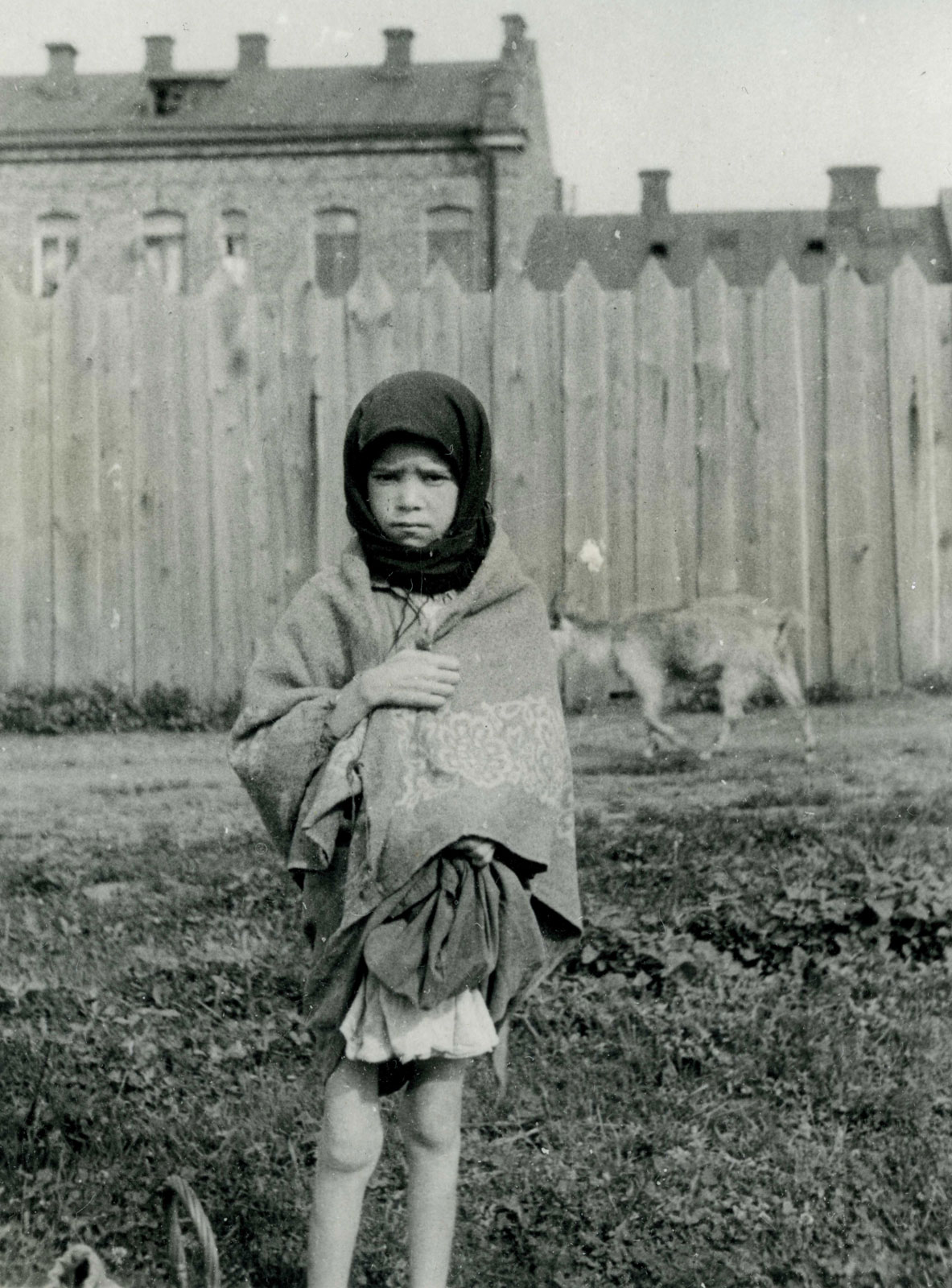
Una foto d'una nena famolenca de khàrkiv és una de les fotos més famoses de l'Holodomor (per Alexander Wienerberger).

Quan Wienerberger vivia a Khàrkiv, la capital de la RSS d'Ucraïna en aquest moment, va ser testimoni d'una gran fam i fotografiar les escenes que va veure als carrers de la ciutat tot i l'imminent arrest de l'NKVD.
Durant la seva estada a Khàrkiv, Alexander Wienerberger va fer en secret unes 100 fotografies de la ciutat durant la fam. Les seves fotografies mostren cues d'espera de persones famolenques al davant de botigues de queviures, nens famolencs, cossos de morts als carrers de Khàrkiv i fosses comunes de víctimes de la fam. L'enginyer va crear les seves fotos amb la càmera Leica alemanya, que probablement li va ser transmesa per amics de l'estranger.
Wienerberger se'n va anar a Àustria el 1934 i, amb l'ajuda de l'Ambaixada d'Àustria, va enviar cartes negatives per correu diplomàtic. Els diplomàtics austríacs van insistir en tal precaució, ja que un possible descobriment de fotografies en el control fronterer podria amenaçar la seva vida. Després del seu retorn a Viena, Wienerberger presentar les imatges al cardenal Theodor Innitzer, qui les va presentar juntament amb el secretari general del Comitè Internacional de Minories Nacionals, Ewald Ammende, a la Lliga de les Nacions.
El 1934, el Front Patriòtic a Àustria va publicar les fotos de Wienerberger en un petit fullet titulat "Russland, wie es wirklich ist" ("Rússia en realitat"), però sense esmentar a l'autor.
Les fotografies de Wienerberger es van posar a disposició del públic per primera vegada el 1935 gràcies a la publicació en el llibre "Muss Russland hungern?" (Hauria Rússia morir de fam?) d'Ewald Ammende. En la publicació, l'autoria de Wienerberger no va ser esmentada per raons de seguretat. El 1939, Alexander Wienerberger va publicar a Àustria el seu propi llibre commemoratiu sobre la vida a la Unió Soviètica, en què dos capítols estan dedicats a l'Holodomor. Les fotos van ser reproduïdes en les seves memòries publicades 1942.
En 1944, Wienerberger va servir com a oficial d'enllaç de l' Exèrcit d'Alliberament de Rússia. Després de la guerra, va aconseguir evitar l'extradició a les tropes soviètiques: penetrar en la zona d'ocupació nord-americana a Salzburg, on va morir el 1955.
Fins al dia d'avui, les fotos de Wienerberger s'han tornat a publicar en moltes altres obres i s'exhibeixen en particular al Museu Canadenc de Drets Humans a Winnipeg.

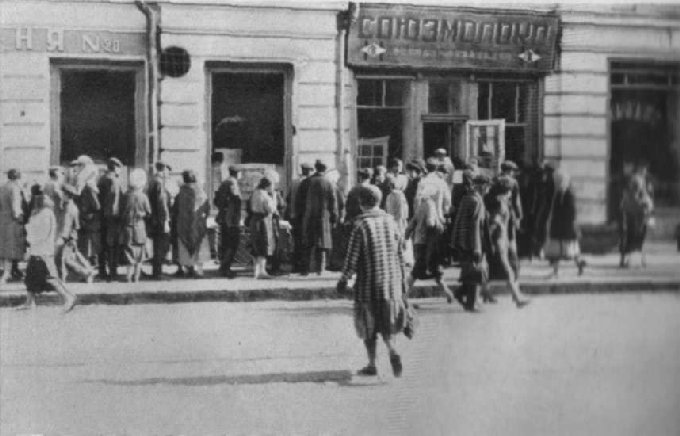
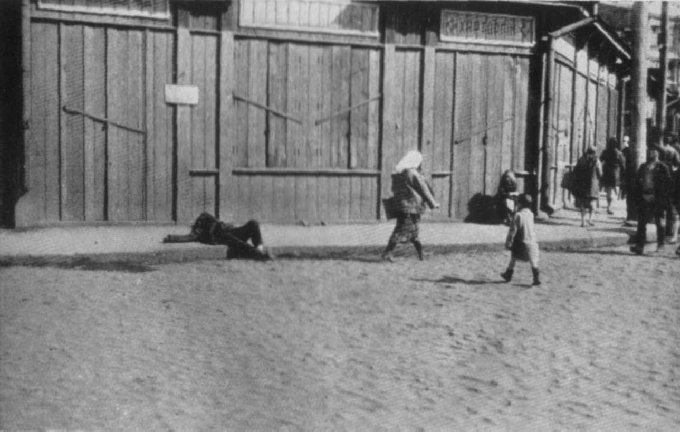
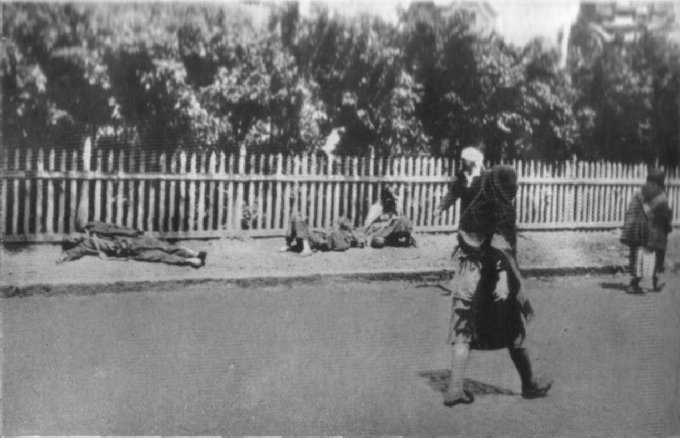
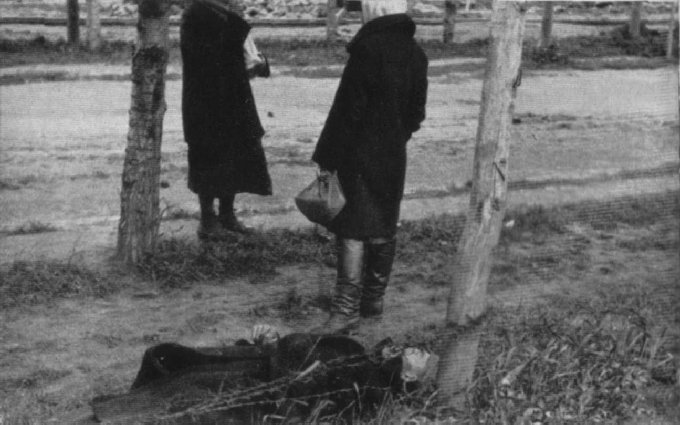
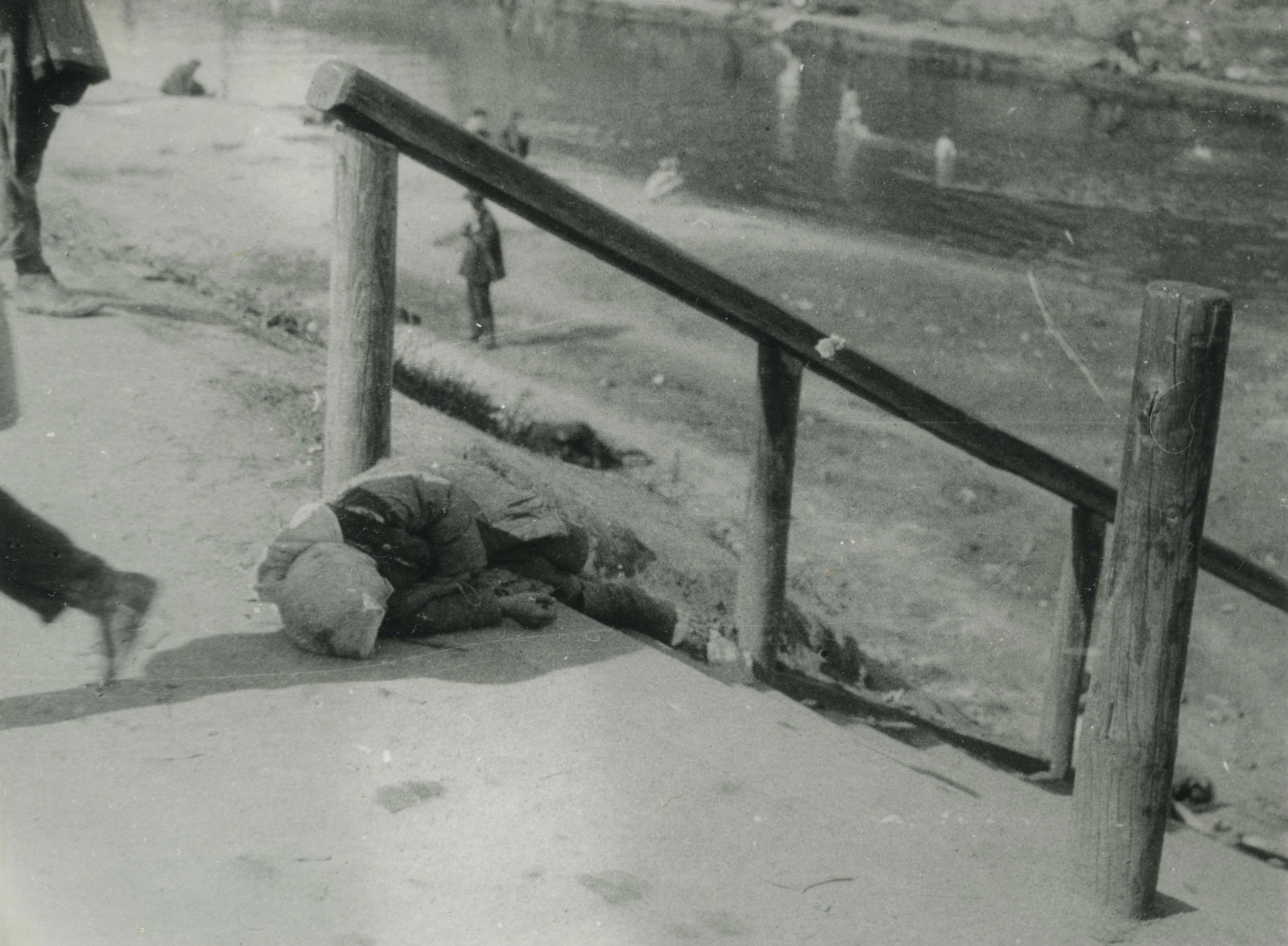
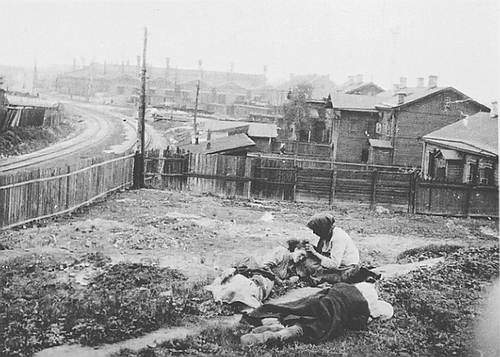
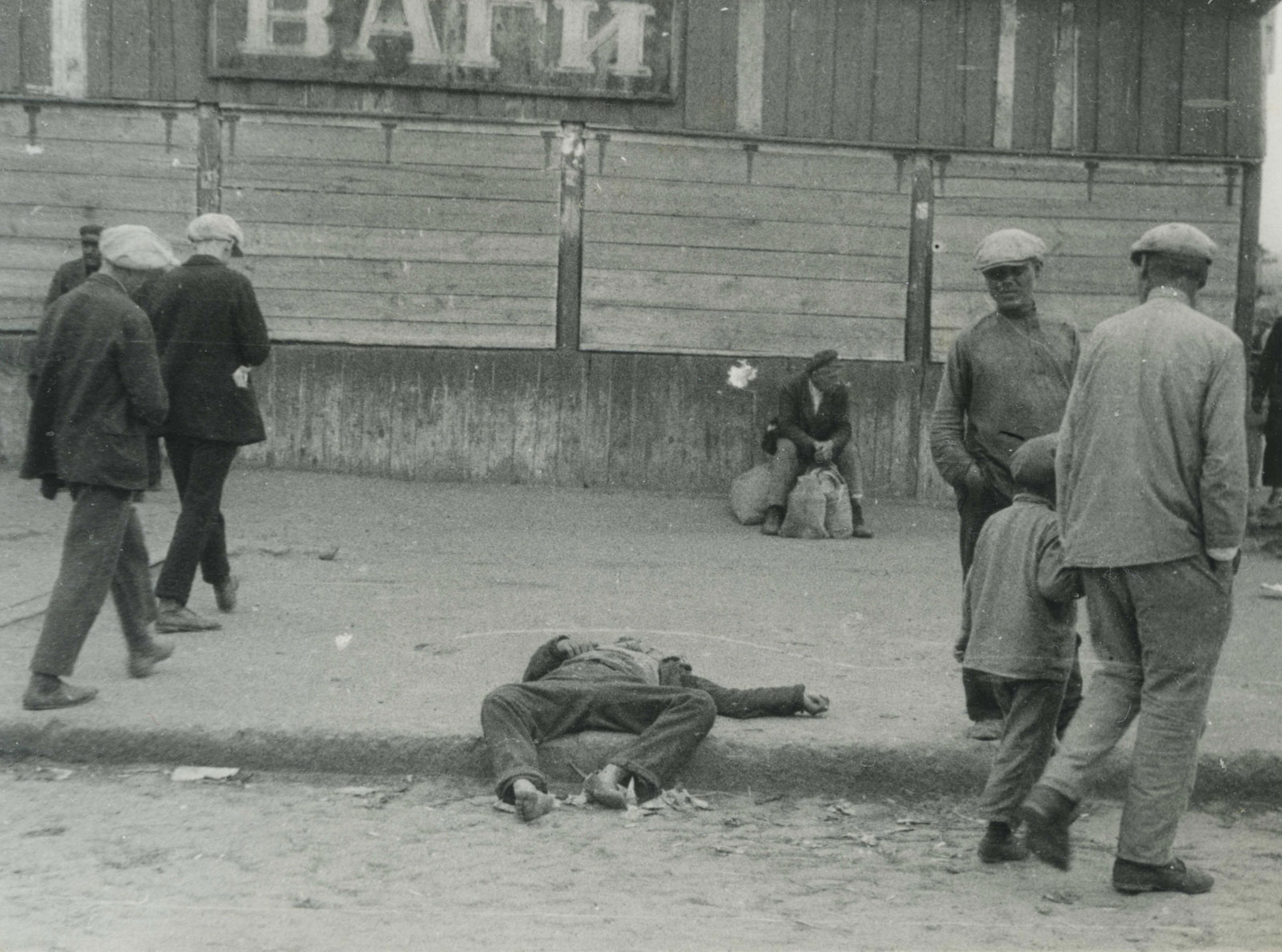
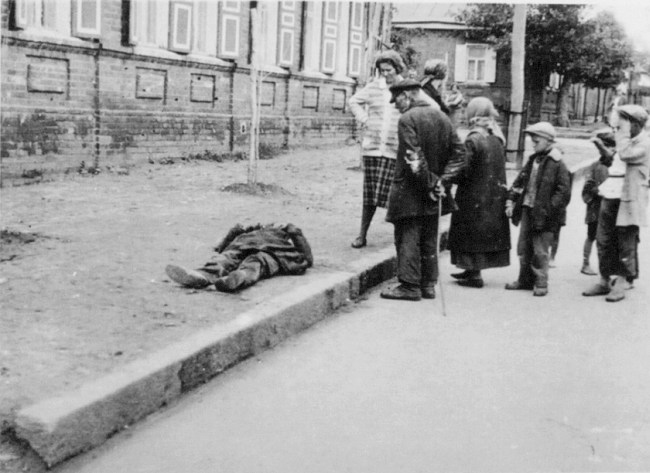
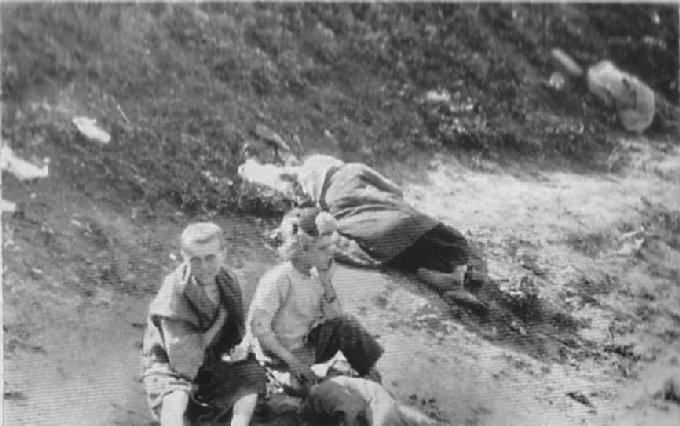
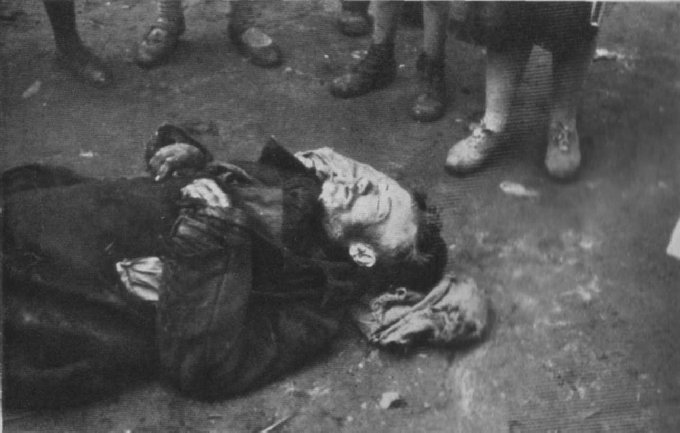